# Moriz Benedikt (journalist)
 For alternative betydninger, se Moriz Benedikt. (Se også artikler, som begynder med Moriz Benedikt)
Moriz Benedikt (født 27. maj 1849 i Quastchitz, Mähren, død 18. marts 1920 i Wien) var en østrigsk publicist. 
Benedikt blev 1872 medarbejder i og 1881 udgiver af "Neue Freie Presse", hvis hovedejer han efterhånden blev og hvilken avis han ledede i anti-tjekkisk ånd.